# Martin Cheek
Pour les articles homonymes, voir Cheek.

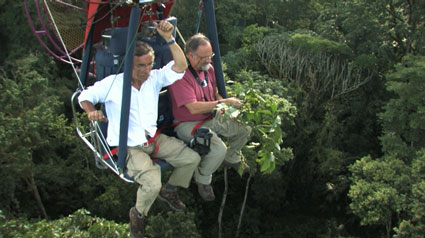
Pendant le tournage des Brumes du Manengouba.

Martin Roy Cheek, né en 1960, est un botaniste et taxonomiste britannique, spécialiste de la flore tropicale d'Afrique centrale – particulièrement du Cameroun – et d'Asie, en poste aux jardins botaniques royaux de Kew.

## Biographie
Martin Cheek est le personnage central et le fil conducteur du documentaire français Les Brumes du Manengouba réalisé en 2007 par une équipe française.

## Sélection de publications
- The plants of Mt Cameroon: a conservation checklist (en collab.), 1998
- The plants of Mount Oku and the Ijim Ridge, Cameroon: a conservation checklist (en collab.), 2000
- Nepenthaceae, (en collab.), 2000
- Flora of tropical East Africa. Sterculiaceae, (en collab.), 2001
- Red data book of the flowering plants of Cameroon: IUCN global assessments, (en collab.), 2011
- « Recircumscription of the Nepenthes alata group (Caryophyllales: Nepenthaceae), in the Philippines, with four new species », (en collab.), European Journal of Taxonomy, no 69, 2013, téléchargeable